# Necturus alabamensis
Necturus alabamensis – gatunek płaza ogoniastego z rodziny odmieńcowatych (Proteidae), występujący w południowo-wschodniej części Stanów Zjednoczonych.
Charakterystyka
Necturus alabamensis osiąga długość ciała 15–22 cm. Skrzela trwałe, krzaczaste. Odżywia się bezkręgowcami, larwami owadów i małymi rybami. Dorosłe osobniki zachowują skrzela i mają płetwy.
Zasięg występowania
Zasięg występowania ogranicza się do dorzecza Black Warrior River w Alabamie.
Status
W Czerwonej księdze gatunków zagrożonych IUCN płaz ten od 2023 roku klasyfikowany jest jako gatunek narażony (VU, ang. Vulnerable); wcześniej, od 2004 roku uznawano go za gatunek zagrożony (EN, ang. Endangered).
Płaz ten jest rzadko spotykany, a jego liczebność spada. Zasięg występowania jest mocno pofragmentowany.